# اچ‌بی‌او آسیا
اچ‌بی‌او آسیا (به انگلیسی:HBO Asia) شاخهٔ جنوب‌شرق آسیای اچ‌بی‌او است. در ابتدا در تاریخ ۱ مه ۱۹۹۲ با نام مووی ویژن راه‌اندازی شد که بعداً در تاریخ ۱ آوریل ۱۹۹۵ دوباره به نام فعلی خود پس از خریداری توسط Home Box Office Inc، تغییر نام داد. دفتر مرکزی این شبکه مستقر در سنگاپور است و خدماتی را در دیگر کانال‌هایی همچون خدماتی اچ‌بی‌او فمیلی، اچ‌بی‌او گو،سینه مکس و ... را در آسیای جنوب شرقی ارائه می دهد.